# Bénédicte Guettier
Bénédicte Guettier, née le 24 mai 1962 à Paris, est une écrivaine et illustratrice française, auteur de livres pour enfants.

## Œuvres

### Aux éditionsL'École des loisirs
Certains ouvrages font partie de la griffe éditoriale « Loulou & Cie » :
- Amandine et Petit-lion, 1991.
- Trognon et Pépin, 1992.
- Lola, 1993.
- Tête à queue, 1993.
- Pour qui ce petit bisou ?, 1994.
- C'est un ange, Lola, 1994.
- Rose bonbon, 1994.
- Arrête de faire comme moi !, 1995.
- Maman est un vrai bébé, 1996.
- Philou aime les chiens, 1996.
- Meuh !, 1996.
- Coin !, 1996.
- Ronron, 1996.
- Zinzin, 1996.
- Lou, 1997.
- Alphabébête, 1997.
- C'est la petite bête, 1997.
- Comme un poisson dans l'eau, 1997.
- Philou aime dormir, 1997.
- Promenons-nous, 1997.
- Sarah à l'école, 1998.
- La Tête d'Isabelle, 1998.
- Je m'habille et je t'apporte un cadeau !, 1998.
- Je m'habille et je te croque !, 1998.
- Je m'habille et je pars au galop !, 1999.
- Je m'habille et je vais danser !, 1999.
- Je m'habille et je te transforme en crapaud !, 1999
- Bracadabra, 1999.
- Dans l'arche de Noé, 1999.
- Dans la baleine, 1999.
- Glouglou, 1999.
- Gragra, 1999.
- Mimi, 1999.
- Momo, 1999.
- Rototo, 1999.
- Dis-moi quelques choses, 2000.
- Je m'habille et je décolle !, 2000.
- Je m'habille et je me couche !, 2000.
- Je me souviens, 2000.
- Bébécédaire, 2001.
- Bravo bravo, 2001.
- Chez la sorcière, 2001.
- Dans le ventre du croco, 2003.
- Dans le ventre du lapin, 2003.
- Reste un peu, 2003.
- Dans le ventre de la grenouille, 2004.
- Dans le ventre du lion, 2004.
- Miam-miam !, 2007.
- Qui se cacher derrière la vache ?, 2007.
- Qui se cache derrière le cochon ?, 2007.
- Ma poupée à moi !, 2008.
- Mon chat à moi !, 2008.
- Mon doudou à moi !, 2008.
- L'Anniversaire de la souris, 2009.
- Ma maman préférée, 2009.
- Mon papa, ma maman et moi, 2009.
- Rose la graine, 2009.
- Bobo popo dodo miam miam, 2010.
- Le grand méchant loup et ses grands méchants copains, 2010.
- Mon papa préféré, 2011.
- Les Petits poissons, 2011.
- Les Petites souris, 2012.

### Aux éditionsCasterman
- Un délicieux gâteau en 10 leçons, 1993.
- Une galipette parfaite en 10 leçons, 1993.
- Un joli portrait en 10 leçons, 1993.
- Une belle bagarre en 10 leçons, 1994.
- La Politesse en 10 leçons, 1994.
- Le Bocal de Sushi, 1996.
- La Pomme de Tom, 1996.
- Le Bobo, 1997.
- La Coquille de Petit-Gris, 1997.
- Le Nénuphar de Nymphéa, 1997.
- La Niche de Bull, 1997.
- Le Papa qui avait 10 enfants, 1997.
- La Carapace de Carapate, 1998.
- La Crotte de Tsé-Tsé, 1998.
- La Fleur de Bibi, 1998.
- La Hotte du Père Noël, 1998.
- La Cage de Tiredelle, 1999.
- Le Champignon de Chipoti, 1999.
- Le Crocodile qui se prenait pour une fleur, 1999.
- La Toile de Migalette, 1999.
- À la ferme, 2000.
- L'Œuf, 2000.
- Petit théâtre, 2000.
- Le Soleil et la lune, 2000.
- À l'école, 2001.
- Bon appétit, petit aspirateur, 2001.
- Bon appétit, petit chat, 2001.
- Bon appétit, petite sorcière, 2001.
- Dans la jungle, 2001.
- L'Éléphant, 2001.
- Miam, 2001.
- Dans la mer, 2002.
- Quel cirque !, 2002.
- Fais dodo, 2003.
- Une souris verte, 2003.
- Tom, Bibi, Sushi et leurs amis, 2004.
- Les Vrais secrets des animaux, 2004.
- Dinosaures, 2005.
- Joyeux Noël, 2005.
- La Poule qui avait mal aux dents, 2006.
- Le Petit fantôme qui voulait qu'on le voie, 2008.
- La Maison des trois petits cochons, 2009.
- La Maison du petit chaperon rouge, 2009.
- La Maison de la sorcière, 2010.
- La Maison des trois ours, 2010.
- C'est moi le roi des animaux, 2011.
- Le Fromage de Riri, 2011.
- Le Nid de Cui, Tchip et Piou, 2011.
- L'Œuf de Mimosa, 2011.
- Pour être un grand méchant loup, 2011.

### Aux éditionsGallimard jeunesse
- L'Âne Trotro, 2000.
- L'Âne Trotro et la pluie, 2000.
- L'Âne Trotro et la sardine, 2000.
- L'Âne Trotro et son lit, 2000.
- L'Âne Trotro s'habille, 2000.
- L'Âne Trotro fait du vélo, 2000.
- Ben Gué dessine comme un cochon, 2000.
- L'Âne Trotro dessine, 2001.
- L'Âne Trotro est amoureux, 2001.
- L'Âne Trotro se déguise, 2001.
- Trotro va à l'école, 2001.
- L'Âne Trotro fait de la soupe, 2002.
- L'Âne Trotro fait sa toilette, 2002.
- L'Âne Trotro range sa chambre, 2002.
- Le Bisou de Trotro, 2002.
- Le Bobo de Trotro, 2002.
- La Colère de Trotro, 2002.
- La Couette de Trotro, 2002.
- Le Dessin de Trotro, 2002.
- La Fleur de Trotro, 2002.
- L'Alphabet de Trotro, 2003.
- Le Cadeau de Trotro, 2003.
- Le Doudou de Trotro, 2003.
- La Photo de Trotro, 2003.
- Le Rêve de Trotro, 2003.
- Les Rollers de Trotro, 2003.
- Le Bain de Trotro, 2004.
- Le Bonbon de Trotro, 2004.
- Le Copain de Trotro, 2004.
- La Maison de Trotro, 2004.
- La Maman de Trotro, 2004.
- Le Papa de Trotro, 2004.
- L'Amoureuse de Trotro, 2005.
- Les Âneries de Trotro, 2005.
- L'Anniversaire de Trotro, 2005.
- Les Bulles de Trotro, 2005.
- Le Gâteau de Trotro, 2005.
- L'Heure de Trotro, 2005.
- Le Poisson rouge de Trotro, 2005.
- 1, 2, 3, Trotro, 2006.
- La Bille de Trotro, 2006.
- La Chanson de Trotro, 2006.
- Le Désordre de Troto, 2006.
- La Lettre de Troto, 2006.
- Le Pipi de Trotro, 2006.
- Super Trotro, 2006.
- L'Âne Trotro fait du bateau, 2007.
- L'Âne Trotro prépare le petit-déjeuner, 2007.
- Le Bouquet de Trotro, 2007.
- Les enquêtes du potager par l'inspecteur Lapou, 2007.
- Les Jouets de Trotro, 2007.
- Le Moustique de Trotro, 2007.
- La Sucette de Trotro, 2007.
- La Trompette de Trotro, 2007.
- Trotro à Saint-Malo, 2007.
- Trotro et Zaza sa petite sœur, 2007.
- À l'eau Trotro !, 2008.
- L'Âne Trotro et la marguerite, 2008.
- L'Âne Trotro et le bracelet de Lili, 2008.
- L'Âne Trotro fait dodo, 2008.
- L'Âne Trotro se promène, 2008.
- Le Chagrin de Trotro, 2008.
- Les Graines de Trotro, 2008.
- Joyeux Noël, Trotro !, 2008.
- Panique chez les petits-pois, 2008.
- Le Poivron fou, 2008.
- La Pomme amoureuse, 2008.
- L'Âne Trotro et la main de Nana, 2009.
- L'Âne Trotro et les spaghettis, 2009.
- L'Avion de Trotro, 2009.
- Le Bateau de Trotro, 2009.
- La Cerise sur le gâteau, 2009.
- Les Histoires de la salade, 2009.
- L'Idée de Trotro, 2009.
- La Rentrée de Trotro, 2009.
- Le Rhume de Trotro, 2009.
- La Tartine de Trotro, 2009.
- Trotro et la balançoire, 2009.
- Trotro et le dentifrice, 2009.
- Trotro fait la course, 2009.
- Trotro fait une tâche, 2009.
- Trotro joue aux fléchettes, 2009.
- Trotro joue avec ses pieds, 2009.
- Trotro mène l'enquêtes, 2009..
- Trotro va chez le coiffeur, 2009.
- L'Âne Trotro répète tout ce qu'on lui dit, 2010.
- L'Âne Trotro s'ennuie, 2010.
- La Balle de Trotro, 2010.
- Champierre le champignon, 2010.
- Chouchou le chou, 2010.
- Les Fans de la carotte, 2010.
- Le Livre-jeux de Trotro, 2010.
- Le Melon prétentieux, 2010.
- Pat la patate, 2010.
- Patati patata, 2010.
- Popo le potiron, 2010.
- Le Sapin de noël de Trotro, 2010.
- Trotro et les œufs de pâques, 2010.
- L'Âne Trotro à un secret, 2011.
- Les Promenades de Trotro, 2011.
- Le Sourire de Trotro, 2011.

### Auxéditions P.O.L
Dans la collection « PetitPOL » :
- Le Chat savant, 2003.
- Le Cochon dégoûtant, 2003.
- L'Éléphant, 2003.
- La Girafe coquette, 2003.
- Je dors !, 2003.
- Je parle !, 2003.
- Je suis enrhumé !, 2003.
- Je suis propre !, 2003.
- Le Lapin câlin, 2003.
- Le Lion gourmand, 2003.
- Le Loup méchant, 2003.
- Le Mouton trop gentil, 2003.
- Les Oreilles de Popaul, 2003.
- Le Papillon frimeur, 2003.
- Popaul, 2003.
- Le Toucan jaloux, 2003.
- La Vache menteuse, 2003.
- Le Zèbre malpoli, 2003.
- Le Canard colérique, 2004.
- Le Chien serviable, 2004.
- La Coccinelle timide, 2004.
- Le Hérisson mignon, 2004.
- Le Kangourou blagueur, 2004.
- La Souris qui disait oui, 2004.
- L'Autruche indécise, 2005.
- La Baleine énervante, 2005.
- Le Crocodile idiot, 2005.
- La Grenouille frileuse, 2005.
- L'Ourson maladroit, 2005.
- Le Pingouin indiscret, 2005.
- Le Singe voleur, 2005.
- Mes aventures, 2006.

### Aux éditionsÉveil et Découvertes(livres-CD)
- Ferme ta boîte à camembert..., 2004.
- Ainsi font font font... les petits poissons, 2011
- Promenons-nous dans les bois, 2011
- Dansons la capucine, 2015

### Chez d'autres éditeurs
- Le Petit pouët, éditions Thierry Magnier, 1999.
- Bzzz la mouche, éditions Thierry Magnier, 2004.
- À la recherche de l'oiseau perdu, éditions Sarbacane, 2008.